# Asterix Avo Beveren
Asterix Avo Beveren är en volleybollklubb (damer) från Beveren, Belgien. Klubben bildades 2016 genom en sammanslagning av Asterix Kieldrecht och AVO Melsele. Asterix Kieldrecht, som var det lag som varit mest framgångsrikt av de två debuterade i högsta divisionen 1990.
Asterix Avo Beveren och Asterix Kieldrecht har dominerat belgisk klubbvolleyboll sedan 2000. Asterix Avo Beveren har vunnit både belgiska mästerskapen och belgiska cupen flera gånger. Asterix Kieldrecht blev belgiska mästare tio gånger och vann belgiska cupen tretton gånger. De vann även Top Teams Cup 2001 och blev tvåa i CEV Challenge Cup 2010.